# بنجامين إف. دودلي
بنجامين إف. دودلي هو سياسي أمريكي، ولد في 19 أكتوبر 1969 في بورتلاند في الولايات المتحدة. نشط حزبياً في الحزب الديمقراطي. وقد انتخب عضو مجلس نواب مين ‏.